# The Restless Conscience
Pour plus de détails, voir Fiche technique et Distribution.
The Restless Conscience est un film américain réalisé par Hava Kohav Beller, sorti en 1992.

## Synopsis
Le documentaire retrace la résistance intérieure au nazisme.

## Fiche technique
- Titre : The Restless Conscience
- Réalisation : Hava Kohav Beller
- Scénario : Hava Kohav Beller
- Photographie : Gábor Bagyoni, Volker Rodde et Martin Schaer
- Montage : Tonicka Janková, David Rogow et Juliet Weber
- Narrateur : John Dildine
- Pays :  États-Unis
- Genre : Documentaire
- Durée : 113 minutes
- Dates de sortie : 
  -  États-Unis : 7 février 1992 (New York)

## Distinctions
Le film a été nommé à l'Oscar du meilleur film documentaire.